# Nico Mattan
Nico Mattan est un coureur cycliste belge né le 17 juillet 1971 à Izegem. Il a notamment remporté le Grand Prix de Plouay 2001 et Gand-Wevelgem 2005.

## Biographie

### Carrière sportive
Il est passé professionnel en 1994 au sein de l'équipe Lotto. Durant sa carrière, il s'illustre dans les classiques et possède des qualités de rouleur contre-la-montre.
En 1999, il doit mettre sa carrière entre parenthèses en raison de problèmes cardiaques. En 2000, il est suspendu pendant quatre mois pour avoir pris de l'heptaminol, un stimulant illicite.
En 1999, il s'engage avec l'équipe Cofidis, en compagnie de Frank Vandenbroucke, son ami et coéquipier chez Mapei les deux années précédentes. C'est avec cette équipe qu'il réalise sa meilleure saison : en 2001, il s'impose notamment dans les Trois Jours de La Panne et sur le Grand Prix de Plouay. Il est premier belge au classement UCI à la fin de cette saison.
Ses qualités de rouleurs lui permettent de remporter à deux reprises le prologue de Paris-Nice. Sa victoire en 2005 sur Gand-Wevelgem, non loin de sa ville natale, constitue le principal titre de sa carrière. Cette victoire est controversée car il a bénéficié du sillage des motos de l'organisation, pour revenir et dépasser Juan Antonio Flecha, alors seul en tête.
En mars 2007, il a admis indirectement au cours de sa carrière avoir utilisé des moyens illégaux dans un article de l'hebdomadaire régional Krant van West-Vlaanderen,. Après avoir couru pour plusieurs grandes équipes, il dispute sa dernière saison au sein de la modeste équipe DFL-Cyclingnews-Litespeed. Il court sa dernière course professionnelle le 7 octobre 2007, à l'occasion du Circuit franco-belge, lors de la 3e étape arrivant à Poperinge.
Dans le talk-show « Tour 2008 », un programme sur le Tour de France, Mattan a indirectement confirmé l'utilisation de l'EPO durant sa carrière par la question rhétorique « Qui ne l'a pas fait ? ».

### Reconversion
Après sa carrière professionnelle, il reste actif dans le monde du cyclisme. En mars 2008, il rejoint le manager Gilbert De Weerdt pour gérer l'équipe continentale Cyclingnews-Jako. Il est également conseiller de l'équipe Soenens-Germond.
En 2009, Mattan est directeur sportif de l'équipe italienne Cinelli-Down Under, construite autour de Frank Vandenbroucke. L'équipe s'arrête en fin de saison en raison de problèmes financiers.
Par la suite, il devient représentant et ambassadeur de la bière Kwaremont.
Il commente, en tant que consultant, sur Corsaire TV et Weo, les Quatre Jours de Dunkerque depuis 2015.

## Palmarès

### Palmarès amateur
- 1992
  -  Champion de Belgique du contre-la-montre amateurs
- 1993
  -  Champion de Belgique du contre-la-montre amateurs
  - 8e du championnat du monde sur route amateurs

### Palmarès professionnel
| - 1995 - 2e du Grand Prix d'ouverture La Marseillaise - 3e du Samyn - 1996 - 1re étape du Tour de la Région wallonne - 1997 - 2e du Tour de la Région wallonne - 1998 - 2e du Grand Prix Eddy Merckx (avec Frank Vandenbroucke) - 3e de Gand-Wevelgem - 5e de la HEW Cyclassics - 2000 - 4e étape de l'Étoile de Bessèges (contre-la-montre par équipes) - Gullegem Koerse - 2e de la Nokere Koerse - 2e de la Flèche brabançonne - 2e du Grand Prix de Plouay - 2001 - Prologue de Paris-Nice - Trois Jours de La Panne : - Classement général - 4e étape (contre-la-montre) - Grand Prix de Plouay - Tour du Piémont - 2e de Paris-Bourges - 2e de la Gullegem Koerse - 3e du Grand Prix d'Isbergues - 5e de Gand-Wevelgem | - 2002 - 8e de la Classique de Saint-Sébastien - 9e de Paris-Roubaix - 10e de l'Amstel Gold Race - 2003 - Prologue de Paris-Nice - 2e du Circuit franco-belge - 5e du Tour des Flandres - 2004 - Tour du Nord des Pays-Bas (ex aequo avec 21 coureurs) - 2e du Championnat des Flandres - 3e du Circuit Mandel-Lys-Escaut - 3e du Circuit franco-belge - 2005 - Gand-Wevelgem - 3e des Trois Jours de La Panne - 3e du Circuit Mandel-Lys-Escaut - 2006 - 2e du Grand Prix de Denain |  |

## Résultats sur les grands tours

### Tour de France
4 participations
- 1996 : 123e
- 2000 : 22e
- 2001 : 98e
- 2002 : 123e

### Tour d'Espagne
2 participations
- 1998 : 67e
- 1999 : abandon (8e étape)

## Classements mondiaux
| Année              | 2005 |
| ------------------ | ---- |
| Classement ProTour | 56e  |